# Padenia bifasciata
Padenia bifasciata är en fjärilsart som beskrevs av Rothschild 1912. Padenia bifasciata ingår i släktet Padenia och familjen björnspinnare. Inga underarter finns listade i Catalogue of Life.